# The Serpent's Tooth (film fra 1917)
The Serpent's Tooth er en amerikansk stumfilm fra 1917 af Rollin S. Sturgeon.

## Medvirkende
- Gail Kane som Faith Channing
- William Conklin som James Winthrop
- Edward Peil Sr. som Jack Stilling
- Jane Pascal som Hortense Filliard
- Frederick Vroom som Matthew Addison-Brown